# Fort Beneden Lent
Fort Beneden Lent of Nieuw Knodsenburg is een fort aan de noordoever van de Waal ten westen van het dorp Lent. Het fort is in 1862 gebouwd. Allereerst ter verdediging van de stad Nijmegen en later ter bescherming van de spoorbrug over de Waal. Het fort bestaat uit een bomvrij logiesgebouw met daar omheen een aarden redoute en een gracht. Het gebouw wordt sinds 1983 beheerd door Staatsbosbeheer.
Nijmegen was een door de Nederlandse staat aangewezen vesting. Het was daarom vanwege de Kringenwet Nijmegen verboden om de vestingwerken af te breken of buiten de vestingwerken te bouwen. Dit was om de stad optimaal te kunnen beschermen en een vrij schootsveld te hebben. Na de invoering van de Vestingwet in 1874 kon Nijmegen haar vestingwerken afbreken en de stad uitbreiden, hetgeen in Nijmegen planmatig gebeurde. Ook werd een spoorbrug gebouwd, waardoor Nijmegen werd aangesloten op het Nederlandse spoornet. Het fort Beneden Lent verloor daarom de functie voor het verdedigen van de stad Nijmegen, maar kreeg wel de functie om de strategisch gelegen spoorbrug te verdedigen. Tijdens de Eerste Wereldoorlog was het fort bemand, evenals in het begin van de Tweede Wereldoorlog.
Sinds de jaren 70 is dit fort meerdere keren bewoond geweest door krakers. De eerste kraakperiode duurde tot 1986, waarna het pand eigendom is geworden van Staatsbosbeheer. De krakers die destijds het fort bewoonden hebben de mogelijkheid gekregen het fort via erfpacht officieel te gaan beheren. In 2015 werd de hoogte van de erfpacht sterk verhoogd, waardoor het fort weer leeg is komen te staan. Staatsbosbeheer heeft het fort daarna verhuurd via antikraak, tot het in 2018 definitief leeg is komen te staan. In maart 2019 is het fort opnieuw bezet door krakers. Staatsbosbeheer eiste dat de krakers het fort zouden verlaten, mede omdat het te gevaarlijk zou zijn voor bewoning. Op 19 april 2019 diende hierover een kort geding. De rechter ging mee in de redenering van Staatsbosbeheer en besloot dat de krakers per direct het fort moeten verlaten.

## Fotogalerij

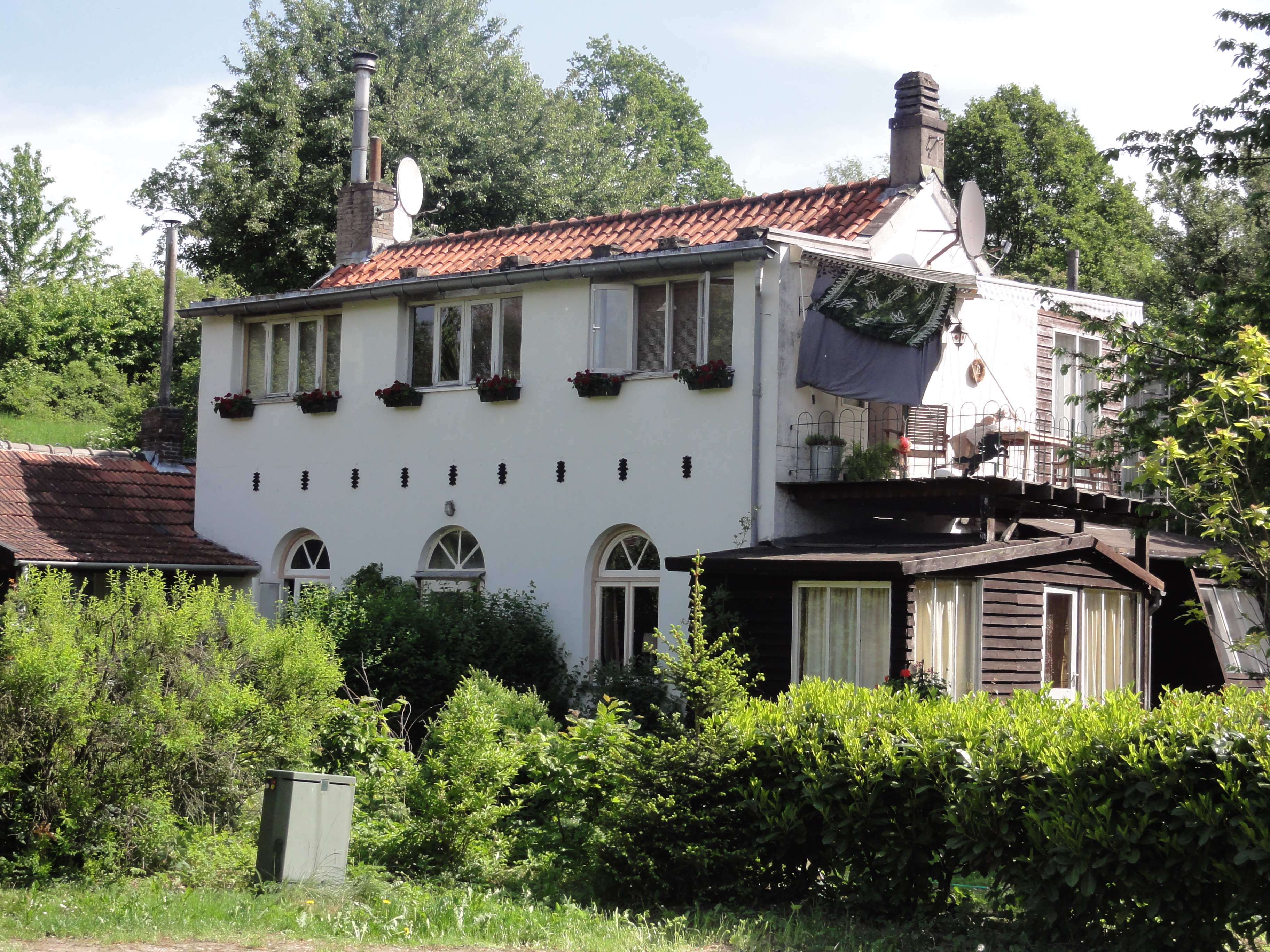
Niet bomvrije woning
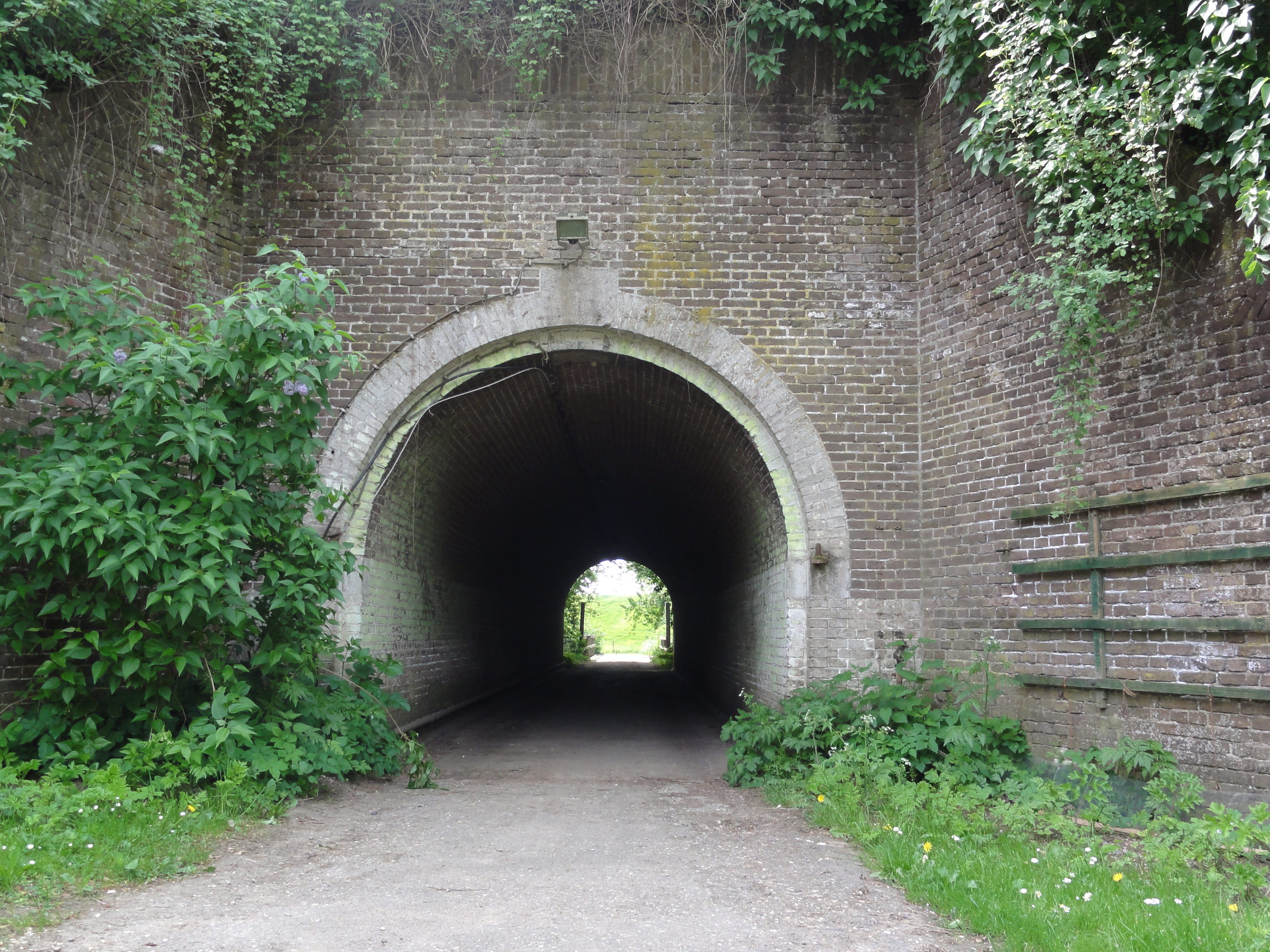
Uitgang Waaldijk
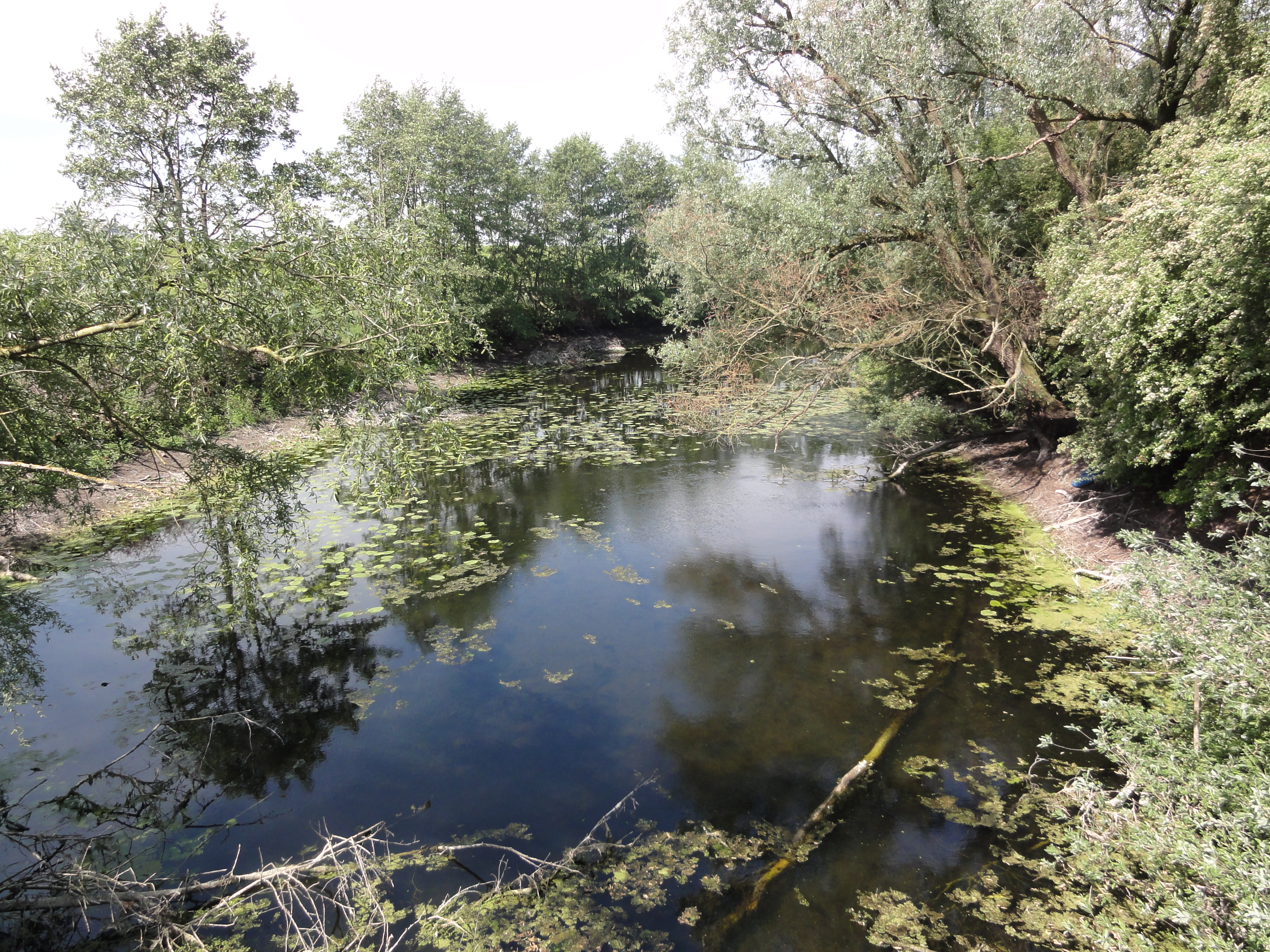
Gracht